# Мацано
Маца̀но (на италиански: Mazzano, на източноломбардски: Mazà, Маца) е град и община в Северна Италия, провинция Бреша, регион Ломбардия. Разположен е на 153 m надморска височина. Населението на общината е 12 112 души (към 2014 г.).